# Пиривэна
Пири́вэна — учебное заведение при буддийском монастыре на Шри-Ланке, одновременно являющееся общеобразовательной школой и духовной семинарией. Днём ведётся преподавание для детей по государственной школьной программе, вечером занимаются монахи. Школьная программа рассчитана на 13 лет. Программа семинарии рассчитана на 8 лет и делится на два уровня. Первый общеобразовательный на 5 лет и три года специализации, как правило это углублённое изучение языков сингальского, санскрита и пали. Монах, прошедший все уровни обучения и сдавший экзамены, получает государственный диплом Раджакия пандита. 
В Министерстве образования Шри-Ланки зарегистрировано более 500 пиривэн.

## Дополнительные слова
- Гурухамдуру (учитель-монах) — общепринятое обращение к преподавателям в пиривэне.
- Паривэнадипати — монах-директор пиривэны.
- Паривэнадьяксэкэ — монах, вручающий дипломы Раджакия пандита.

## Список пиривэн
- Видьяланкара пиривэна
- Видьйодая пиривэна